# (19582) Blow
(19582) Blow ist ein Asteroid des Hauptgürtels, der am 13. Juli 1999 vom australischen Amateurastronomen John Broughton an seinem privaten Reedy-Creek-Observatorium (IAU-Code 428) in Queensland in Australien entdeckt wurde.
Der Asteroid wurde am 25. Januar 2005 nach dem neuseeländischen Astronomen, Schriftsteller und vielfach ausgezeichneten Fotografen Graham L. Blow (1954–2014) benannt.